# Вольф, Мариус
Ма́риус Вольф (нем. Marius Wolf; род. 27 мая 1995, Кобург) — немецкий футболист, правый защитник клуба «Аугсбург» и сборной Германии.

## Клубная карьера

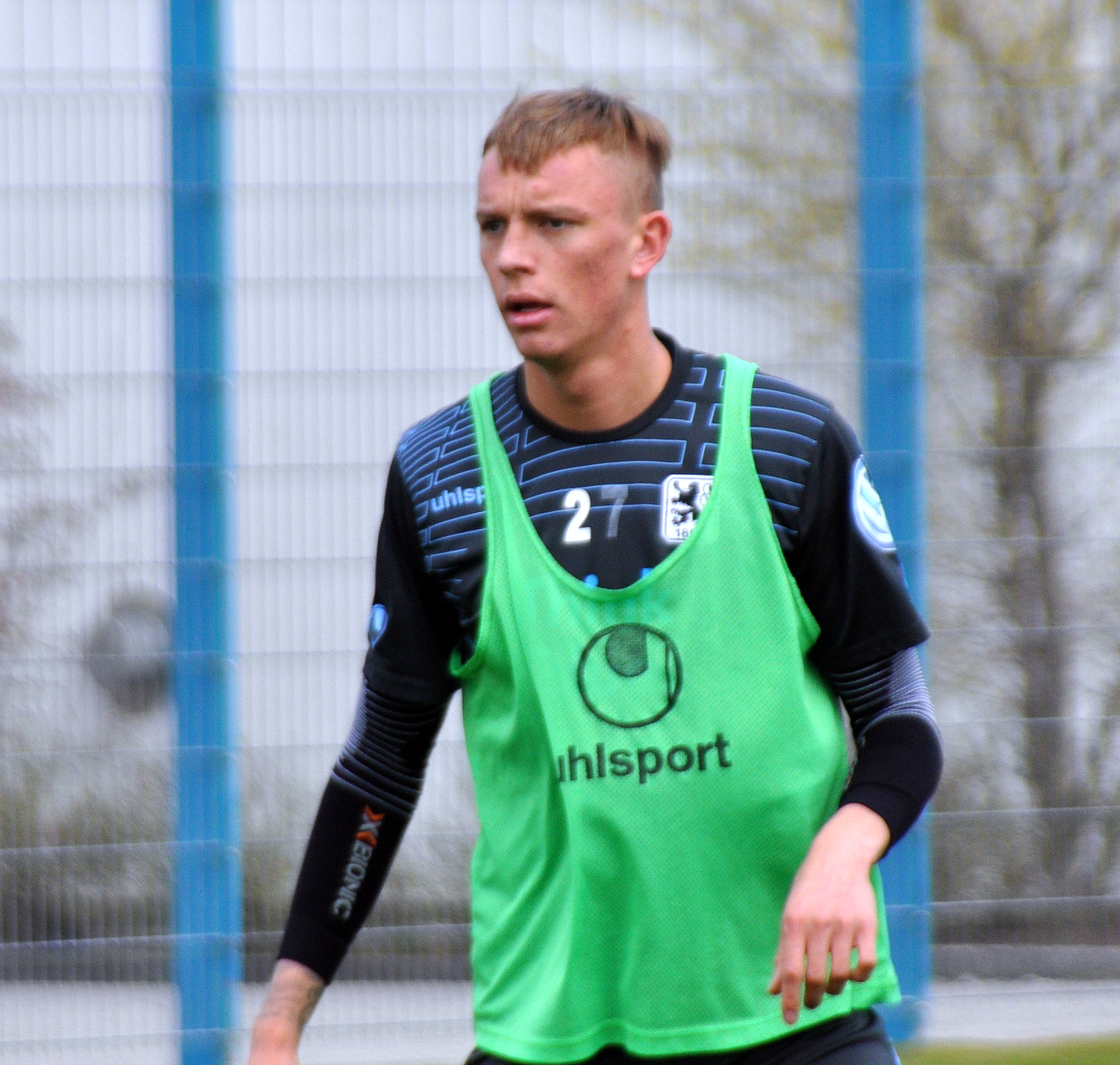
Вольф в составе «Мюнхен 1860»

Вольф — воспитанник клубов «Нюрнберг» и «Мюнхен 1860». 26 октября 2014 года в матче против брауншвейгского «Айнтрахта» он дебютировал во Второй Бундеслиге, в составе последнего. 21 февраля 2015 года в поединке против «Санкт-Паули» Мариус забил свой первый гол за «Мюнхен 1860».
В начале 2016 года Вольф перешёл в «Ганновер 96». Сумма трансфера составила 1,5 млн евро. 27 февраля в матче против «Штутгарта» он дебютировал в Бундеслиге.
В начале 2017 года для получения игровой практики Вольф был отдан в аренду во франкфуртский «Айнтрахт». 4 апреля в матче против «Кёльна» он дебютировал за новую команду. По окончании сезона клуб выкупил его трансфер у «Ганновера 96». 21 октября в поединке против дортмундской «Боруссии» Мариус забил свой первый гол за «Айнтрахт». В 2018 году он помог клубу выиграть Кубок Германии. Летом того же года Вольф перешёл в дортмундскую «Боруссию», подписав контракт на пять лет. 26 августа в матче против «РБ Лейпциг» он дебютировал за новый клуб. 14 сентября в поединке против своего бывшего клуба франкфуртского «Айнтрахта» Мариус забил свой первый гол за «Боруссию».
В сезоне 2019/20 Вольф на правах аренды перешёл в «Герту». 14 сентября в матче против «Майнц 05» он дебютировал за новую команду. 21 сентября в поединке против «Падерборн 07» Мариус забил свой первый гол за «Герту». В 2020 году Вольф был арендован «Кёльном». 3 октября в матче против менхенглабхаской «Боруссии» он дебютировал за новую команду. 31 января 2021 года в поединке против «Арминии» Мариус сделал «дубль», забив свои первые голы за «Кёльн». По окончании аренды Вольф вернулся в «Боруссию». Летом 2024 года покинул клуб по истечении контракта.

## Международная карьера
25 марта 2023 года в товарищеском матче против сборной Перу Вольф дебютировал за сборную Германии.

## Достижения
Командные
«Айнтрахт» (Франкфурт)
- Обладатель Кубка Германии: 2017/18

«Боруссия» (Дортмунд)
- Обладатель Суперкубка Германии: 2019